# Gran Premio de Fráncfort 2020
La 58.ª edición de la clásica ciclista Gran Premio de Fráncfort, era una carrera que se celebraría el 1 de mayo de 2020 en Alemania. Sin embargo, debido a la pandemia de COVID-19, donde la emergencia sanitaria por el virus COVID-19 ha obligado la cancelación de diferentes eventos deportivos en todo el mundo, la carrera fue cancelada.
La carrera haría parte del UCI WorldTour 2020, calendario ciclístico de máximo nivel mundial, donde era la vigésima primera carrera de dicho circuito.

## Recorrido
El recorrido de este año era similar a la edición anterior con salida en la ciudad de Eschborn y llegada en la ciudad de Fráncfort del Meno sobre un recorrido de 187,5 kilómetros,